# Emell Gök Che
Emell Gök Che (* 16. Dezember 1982 in Paderborn; bürgerlich: Emel Gökçe) ist eine international mehrfach ausgezeichnete deutsche Künstlerin, Interior / Produkt Designerin und Fernsehmoderatorin mit türkischen Wurzeln. Sie lebt und arbeitet in Paderborn, Berlin und Istanbul und ist bekannt für Einrichtungskonzepte für private und gewerbliche Räume unter Einbettung von Kunst.

## Leben
Emell Gök Che, Tochter eines Schneidermeisters und einer Polsternäherin, wurde durch die Berufe der Eltern beeinflusst und begann bereits als Kind, Kleidung zu schneidern. Mit 17 Jahren präsentierte sie ihre erste öffentliche Modenschau im KL5 in Paderborn. Parallel entstanden erste Möbelentwürfe.
Nach dem Abitur am Reismann-Gymnasium Paderborn studierte Emell Gök Che Kunst, Design und Pädagogik an der Universität Paderborn bei Dorothea Reese-Heim und legte ein Staatsexamen ab. Während ihres Studiums arbeitete sie u. a. als Fitnesstrainerin, Choreografin, Moderatorin und Fotografin.
Gök Che setzt sich ferner ehrenamtlich als Bildungsbotschafterin für Integration und Bildung ein, ist Gründerin und kreativer Kopf des Kunst & Design Studios Artemell und der Videoplattform Art n Talk. Sie setzt sich seit den 1990er Jahren für interkulturelle Toleranz und friedliches Miteinander ein. Gök Che hat diverse Projekte rund um das Thema Frieden entwickelt, wie das nachhaltige Tinyhouse „Peace house Project“, „Peace Rooms“ in diversen Städten wie Hagen, Usedom oder Millstadt am See in Österreich. Ihre Vision ist es, noch viele weitere Peace Rooms für Hotel- und Ferienhaus-Besitzer zu entwickeln, in denen es konzeptionell um einen reflektierten Umgang mit dem eigenen selbst geht. Ihr Ansatz ist, dass Frieden in einem selbst beginnt und dieses mit Achtsamkeit, Weiterentwicklung und dem heilen seiner selbst die notwendige Basis findet. Aus derselben Motivation hat sie in ihrer Heimatstadt Paderborn das „Peace Art Festival“ entwickelt, in dem es um ein friedliches Miteinander durch Kunstausstellungen, Konzerte, Vorträge, Workshops und Paneltalks geht, wobei sie u. a. durch das Bonifatiuswerk Paderborn unterstützt wurde. Außerdem ist sie Jurorin bei der Internationalen Kunstplattform „it’s liquid“. Im deutschen Fernsehen arbeitet sie seit 2007 als Interior Designerin und Moderatorin für Einrichtungssendungen wie „Die Dekoprofis“ bei VOX und „Mein fabelhaftes Ferienhaus“ beim ZDF.

## Werke
Die Werke von Emell Gök Che lassen sich in die Bereiche Zeichnung/Malerei, Installationen und Design eingruppieren.
Ihre Arbeit ist gekennzeichnet von einer ausgeprägten Materialvielfalt und einem expressiven Duktus. Sie malt überwiegend mit Lackfarben oder zeichnet mit Kohle oder Tusche. In ihren Installationen kommen Materialien der Konsumwelt mit Materialien aus dem Baubereich zusammen und schaffen eine neue Welt zwischen überzeichneter Realität und Rohbau.
Im Fokus ihrer Arbeit steht das Individuum in der Gesellschaft. Schein und Sein, Wahrheit und Wirklichkeit, Werte und Normen, Klischees und Individualisierung finden darin ihre Einbettung.
Als Designerin entwirft sie Interieurs, Kleidung und Möbel.
Interior Design
Emell Gök Che entwirft ganzheitliche Raumkonzepte für Wohnungen, Häuser, Restaurants, Cafés, Bars, Hotels, Spas, Büros und Shops mit künstlerischem Ansatz.

## Fernsehen
Erste Schritte als Moderatorin machte Emell Gök Che in dem Format Radical Playground bei YouTube, das sie mit konzipiert hat. Darin empfängt sie Bands auf ihrer Spielwiese und interviewt diese. Es folgten andere Moderatoren-Jobs im Eventbereich.
2011 war Emell Gök Che im deutschen Fernsehen zu sehen als Designerin und Pädagogin neben Boris Becker in dem Format Boris macht Schule auf Kabel 1. Darin wird eine Berliner Schule zusammen mit deren Schülern und einem Bauteam renoviert.
Weiterhin wirkte sie für zwei Staffeln als Interior-Designerin und Fachfrau für kreative Lösungen für kleine bis große Budgets in dem Format Die Einrichter auf VOX mit. Dazwischen war sie als Jurorin bei der Sendung „Family Stories“ auf RTL2 zu sehen. Danach folgten die Formate „Wohnen nach Wunsch – Das Haus“ (vox), „Wohn Schnell Schön“ (RTL2, 2013/2014, 60 Folgen), „Die Schnäppchenhäuser“ (RTL2, 2014/2015, 8 Folgen), „Alle anpacken“ (WDR, 2014), „Ein Laden für Vicht“ (WDR, 2015), „Wohnen wie die Reichen“ (WDR, 2015), „So will ich wohnen“ (WDR, 2015), „Deko to go“ (WDR, 2016), „Die Dekoprofis“ (VOX, 2023 & 2024) und „Mein fabelhaftes Ferienhaus“ (ZDF, seit 2023).

## Ausstellungen (Auswahl)
- 1998: recycling Couture, Reismann Gymnasium Paderborn
- 1999: Geceler - Coutureshow at KL5 Paderborn
- 2003: Kunstsilo der Universität Paderborn (Gruppenausstellung)
- 2004: marriage, Franziskanerkloster Paderborn (Gruppenausstellung)
- 2005: Museumskoffer, Goethe-Institut Weimar (Gruppenausstellung)
- 2006: Schloss Falkenlust (Gruppenausstellung)
- 2008: Contemporary Art Ruhr, Messe Essen
- 2009: aber some Schweine bleiben verschont, Amalthea-Theater Paderborn
- 2010: Die Ganze Welt im Koffer, Zeche Zollverein Essen (Gruppenausstellung)
- 2011: Museumskoffer - Quedlinburg und das Welterbe der Unesco (Gruppenausstellung)
- 2012: Mosque kisses Cathedral, Casa dell´Arte, Naples, Italy
- 2013: Hybrid Identities, Gallery GH36, Berlin
- 2014: Rebirth of the hybrid creatures, Galerie Tristesse Deluxe, Kraftwerk Berlin
- 2015: Hybrid Creature Park, Residenz am Potsdamer Platz, Berlin
- 2016: All Together, Galerie Fasanen 37, Berlin (Gruppenausstellung)
- 2017: Berlin contemporary - Fotografie by Emell Rote Harfe, Berlin/Mitte, enligthed souls - Light Installation, Next Level Academy, Berlin, Recycled treasures, Installation, Warenart Berlin

## Auszeichnungen
Quelle: Studio Artemell.
2023
- Most Innovative Contemporary Interior Design Studio 2023 - Germany: Emell Gok Che - AI - Global Excellence Awards 2023
- Contemporary Interior Designer of the Year 2023 (Europe): Emell Gok Che - BUILD Design Innovation Award 2023

2022
- Best Interior Design Studio 2022 - Global 100 Awards - 2022 Winner
- Best Sustainable Living Space Project: Peace House Project by Emell Gök Che - Germany - Global 100 Awards - 2022 Winner
- Best Interior Design Studio 2022 - Europe: Studio Artemell by BUILD's Sixth Annual Architecture Awards
- Interior Designer of the Year für Emell Gök Che, Berlin Prestige Awards 2022 - Corporate Live Wire Birmingham

2021
- Iconic Award 2021 - Peace House Project by Emell Gök Che
- Best Sustainable Living Space Design Project 2021 (Germany): Peace House Project by Emell Gok Che BUILD's sixth Annual Architecture Awards
- Best Interior Design Studio 2021 - Europe: Studio Artemell by BUILD's Sixth Annual Architecture Awards
- Interior Designer of the Year für Emell Gök Che, Berlin Prestige Awards 2021 - Corporate Live Wire Birmingha

2020
- Best Sustainable Living Space Design Project 2020 (Germany): Peace House Project by Emell Gok Che BUILD's Sixth Annual Architecture Awards
- Best Interior Design Studio 2020 - Europe: Studio Artemell by BUILD's Sixth Annual Architecture Awards
- Interior Designer of the Year für Emell Gök Che, Berlin Prestige Awards 2020 - Corporate Live Wire Birmingham

2019
- German Design Award Special 2019 für das Hotel Arcadeon - Haus der Wissenschaft & Weiterbildung
- Iconic Award Winner für Emell Gök Che - Interior Design von Hotel Arcadeon

2018
- IDA * APDC Design Excellence Award für das Hotel Arcadeon - Haus der Wissenschaft & Weiterbildung in der Kategorie Hospitality – Hotel & Resort
- 1. Platz Bestes Tagungshotel 2018 für das Arcadeon - Haus der Wissenschaft & Weiterbildung in der Kategorie „Kreativprozesse“

2017
- IDA - International Design Awards - Honorable Mention, Kategorie Professionell Interior Design/Gewerblich für das Hotel Arcadeon Recreated by Emell Gök Che
- IDA - International Design Awards - Honorable Mention, Kategorie Professionell Interior Design / Renovierung für das Hotel Arcadeon Recreated by Emell Gök Che
- IDA - International Design Awards - Honorable Mention, Kategorie Professionell Interior Design/Gewerblich für das öffentliche Herren WC im Hotel Arcadian Recreatet by Emell Gök Che
- NWW Design Award Nominierung für Transforming Rooms im Hotel Arcadeon
- Coolster Tagungsraum Deutschlands by Top Hotel für den Erlebnisraum „Wald“ im Hotel Arcadeon

2010
- 1. Platz / Kunstpreis der Korbacher Hanse an Emell GökChe

2008
- nominiert für den Kunstpreis „Kleines Fest“ der Universität Paderborn

## TV-Sendungen
Quelle: Studio Artemell.
- 2009 „Next Fashion Talent“, Pro 7
- 2011 „Boris macht Schule“, Kabel1 als Interior Designer und Moderatorin
- 2011 „Die Einrichter“ 2 Staffeln für VOX, als Interior Designer und Moderatorin
- 2012 „Wohnen nach Wunsch – das Haus“, VOX, als Interior Designer und Moderatorin
- 2012 „Art n Talk“, Videoplattform, als Moderatorin and Producerin
- 2013 „Traumzimmer“, KIKA, als Interior Designer und Moderatorin
- 2013 „Alle Anpacken“, WDR, als Interior Designer und Moderatorin
- 2013 „Wohn Schnell Schön“, RTL2, als Interior Designer und Moderatorin
- 2014 „Wohn Schnell Schön“, RTL2, als Interior Designer und Moderatorin
- 2015 „Schnäppchenhäuser – Spezial“, RTL2, als Interior Designer und Moderatorin
- 2015 „Alle Anpancken- ein Laden für Vicht“, WDR als Interior Designer und Moderatorin
- 2015 „Wohnen wie die Reichen“, WDR, als Interior Designer und Moderatorin
- 2015 „So will ich wohnen“, WDR, als Interior Designer und Moderatorin
- 2016 „Deko to go“, WDR, als Jurorin und Moderatorin
- 2017 Der Dekotausch „Ich mache es dir Schön“ WDR als Interior Designer und Moderatorin
- 2018 Live nach Neun - ARD als Gast / Expertin für Interior Design
- 2023 „Mein fabelhaftes Ferienhaus“, ZDF, als Interior Designer und Moderatorin